# Heimbach (Nadrenia Północna-Westfalia)
Heimbach – miasto w Niemczech, w kraju związkowym Nadrenia Północna-Westfalia, w rejencji Kolonia, w powiecie Düren. Na obszarze 64,96 km² w 2010 roku mieszkało 4 440 mieszkańców.

## Galeria obrazów

Heimbach
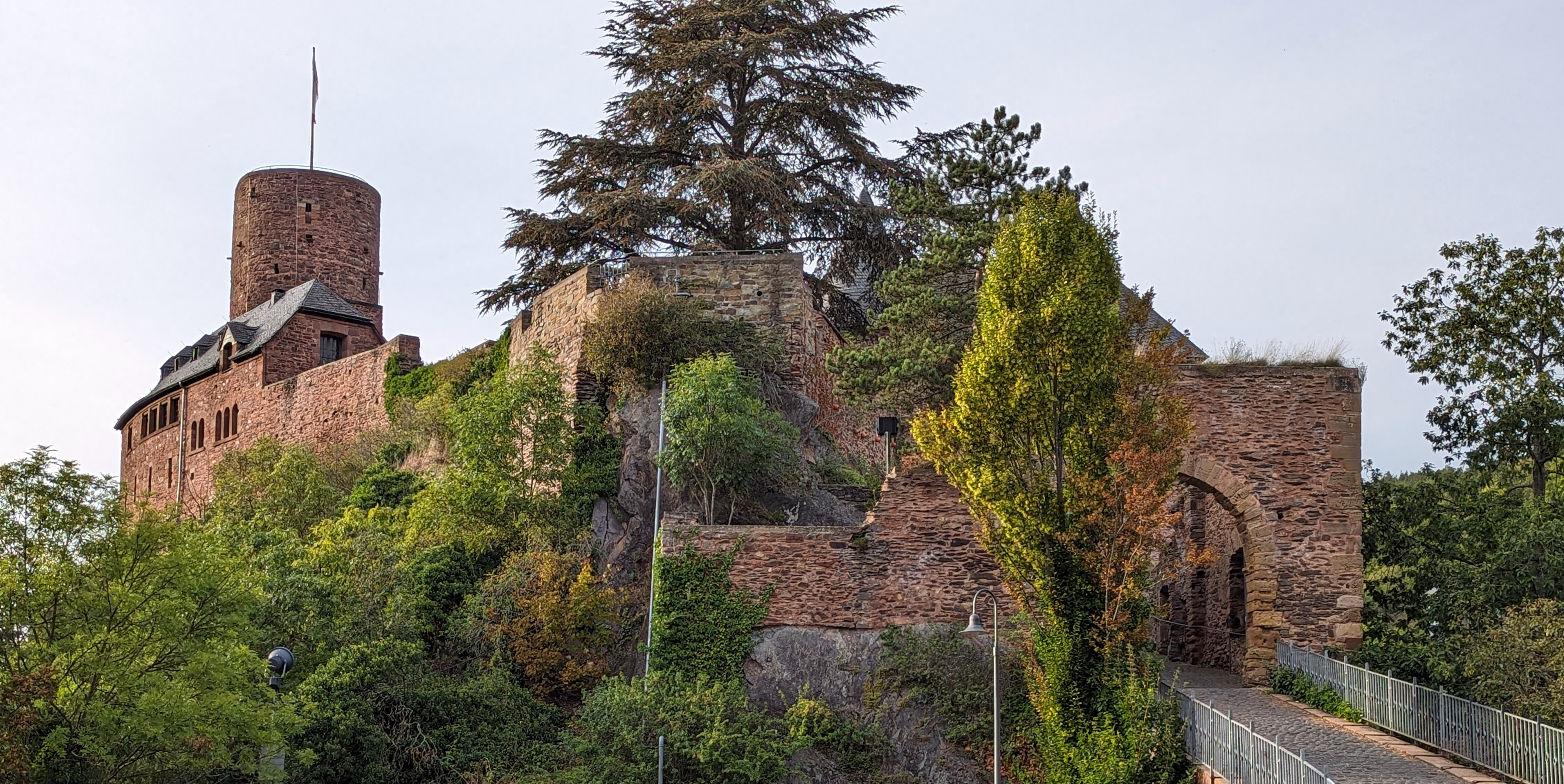
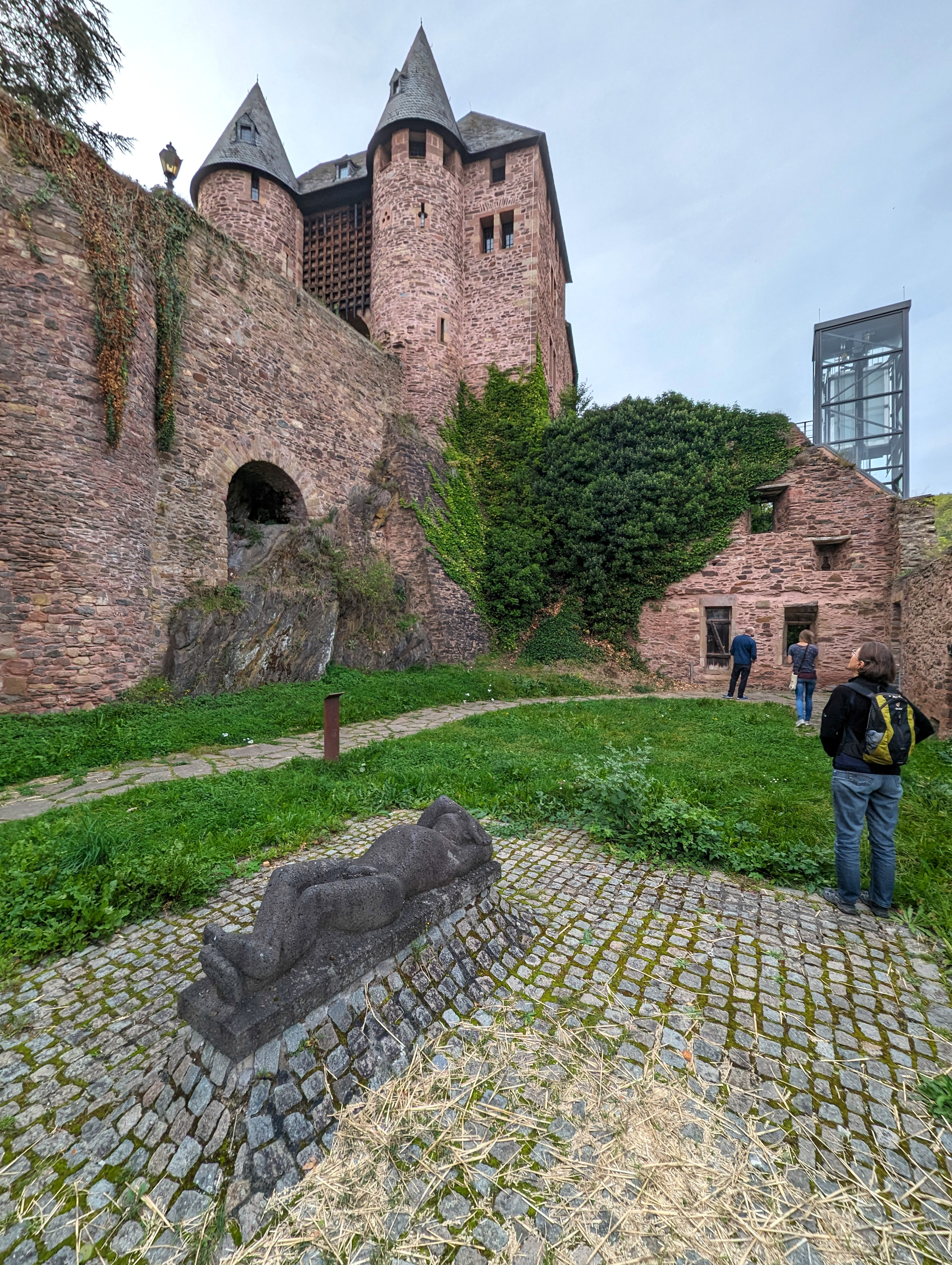
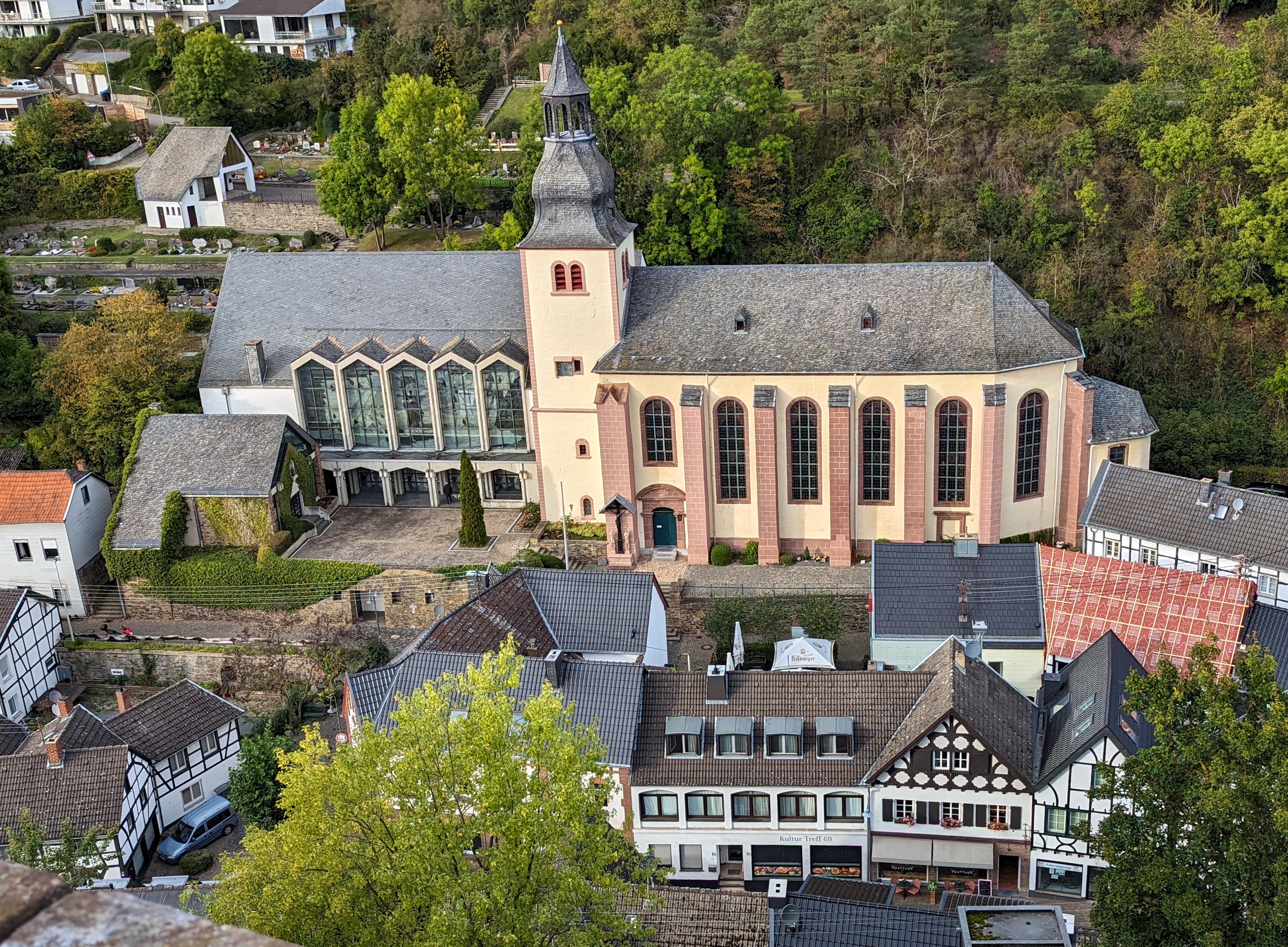
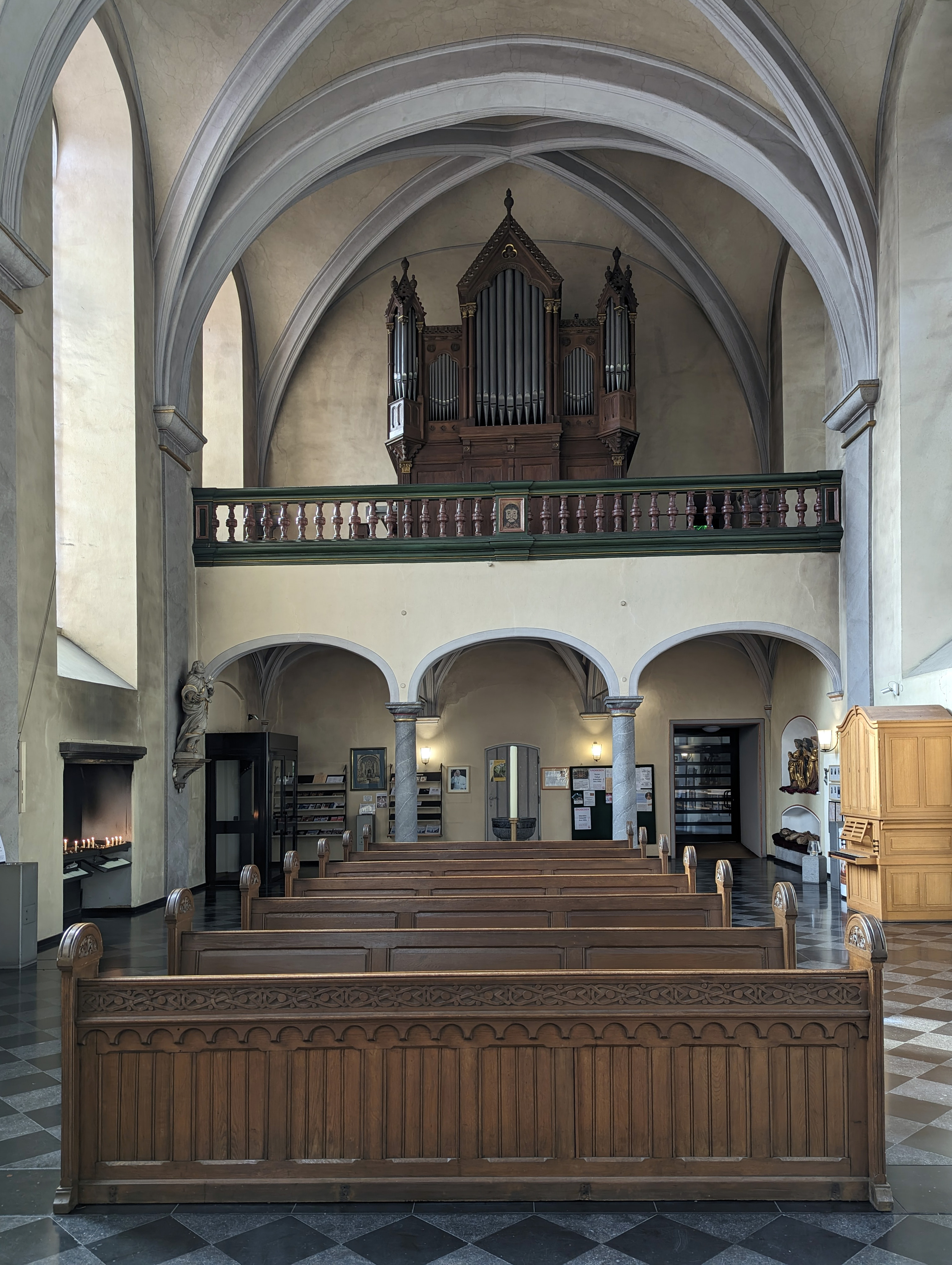
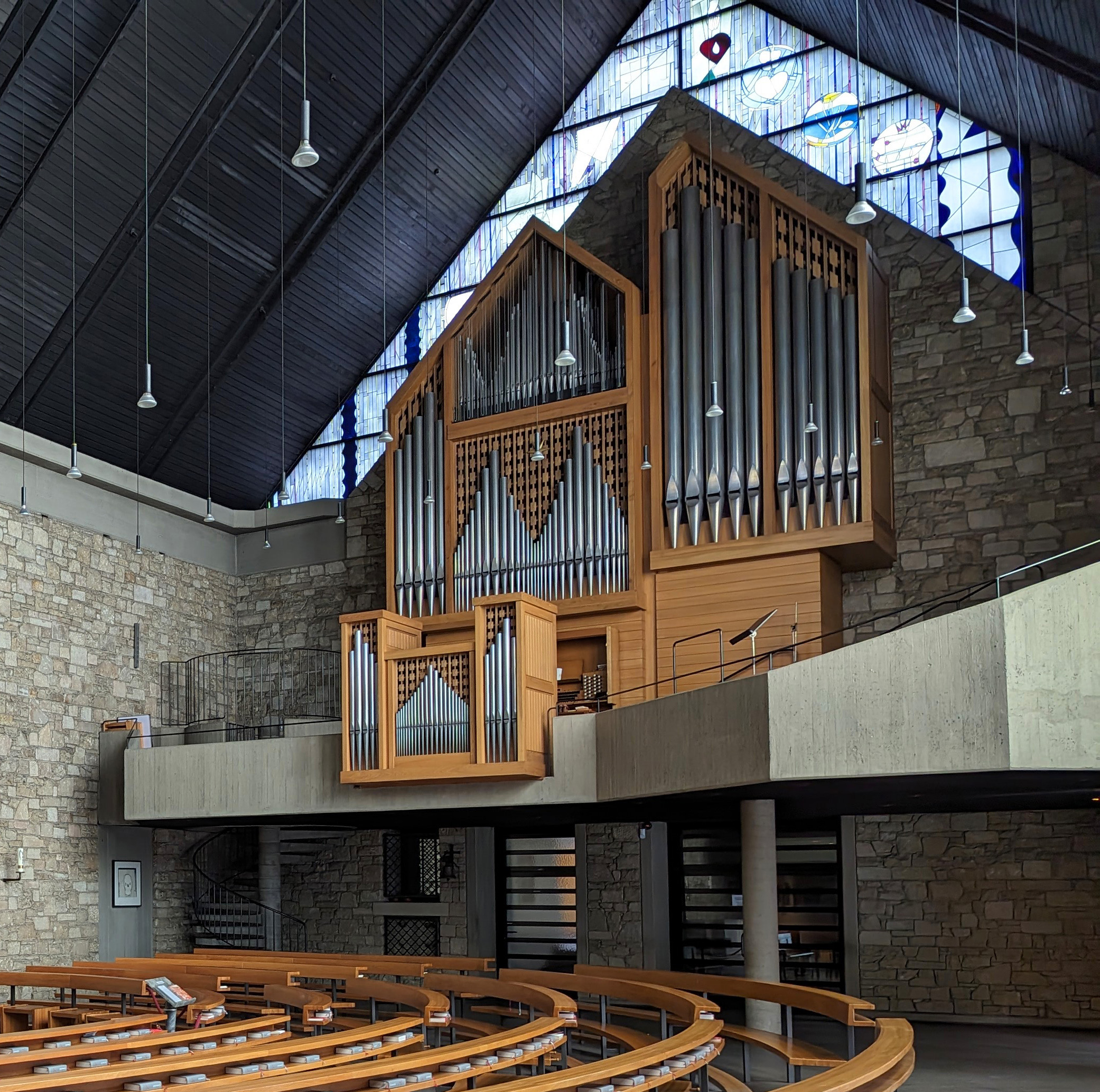
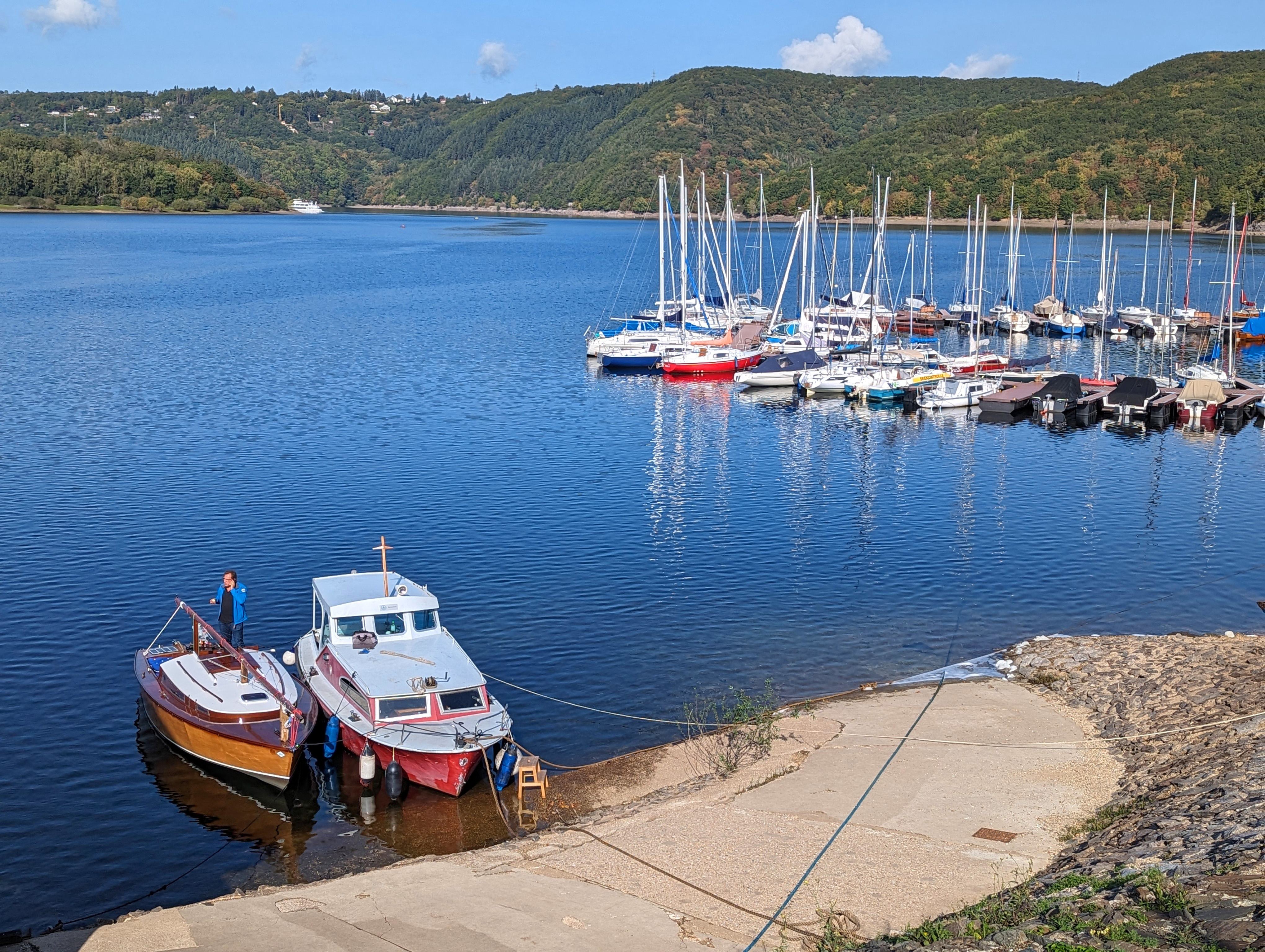
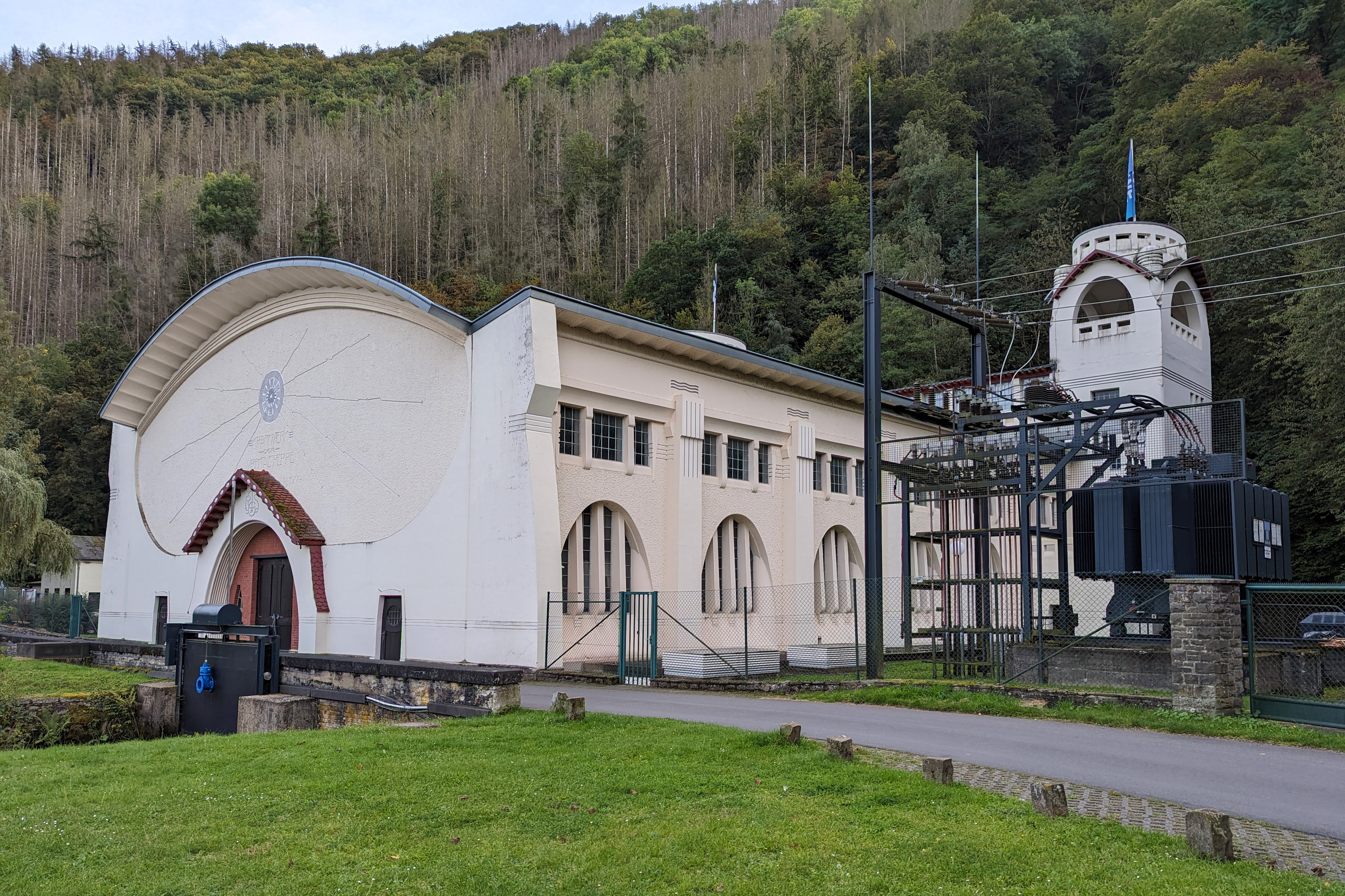
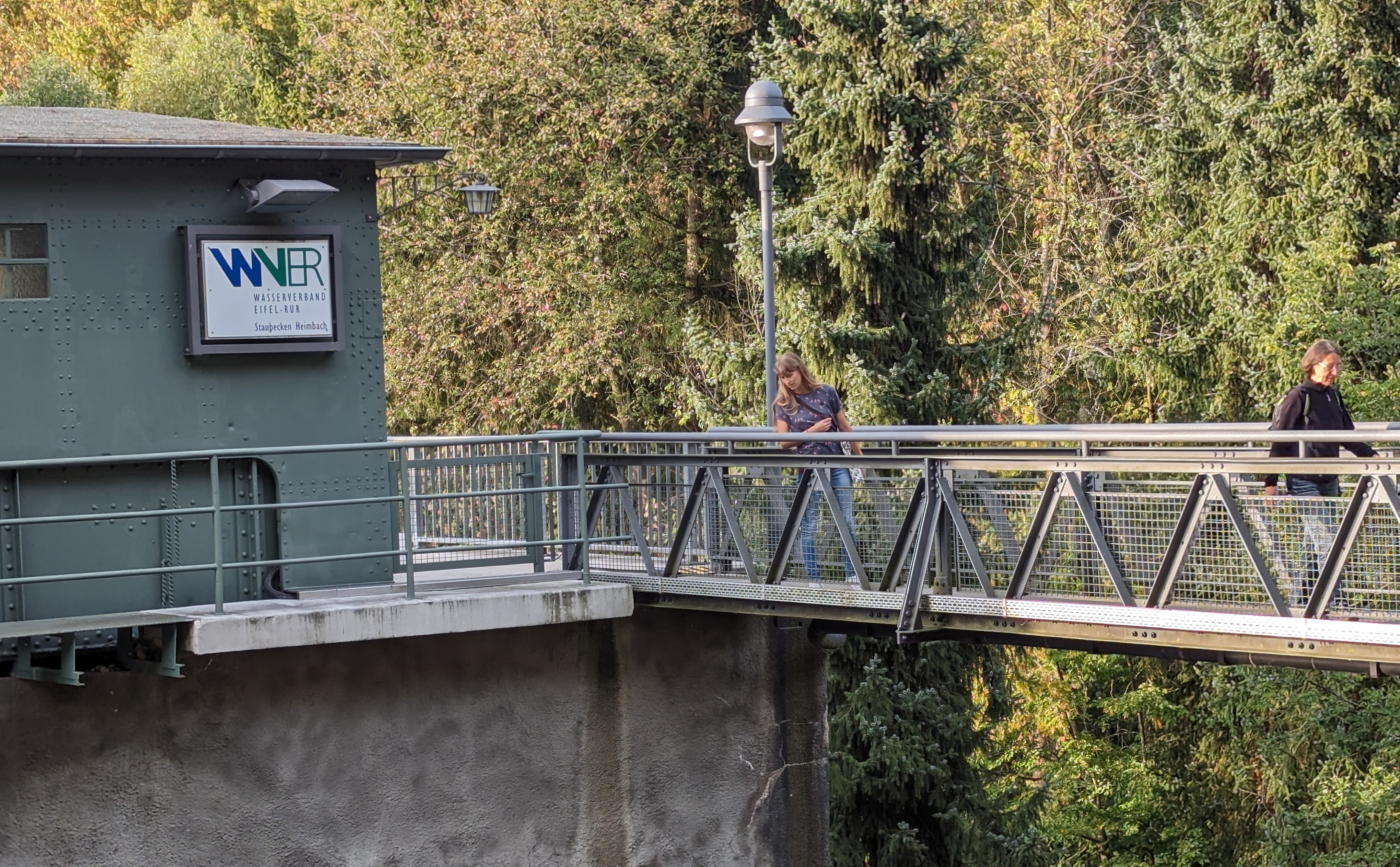
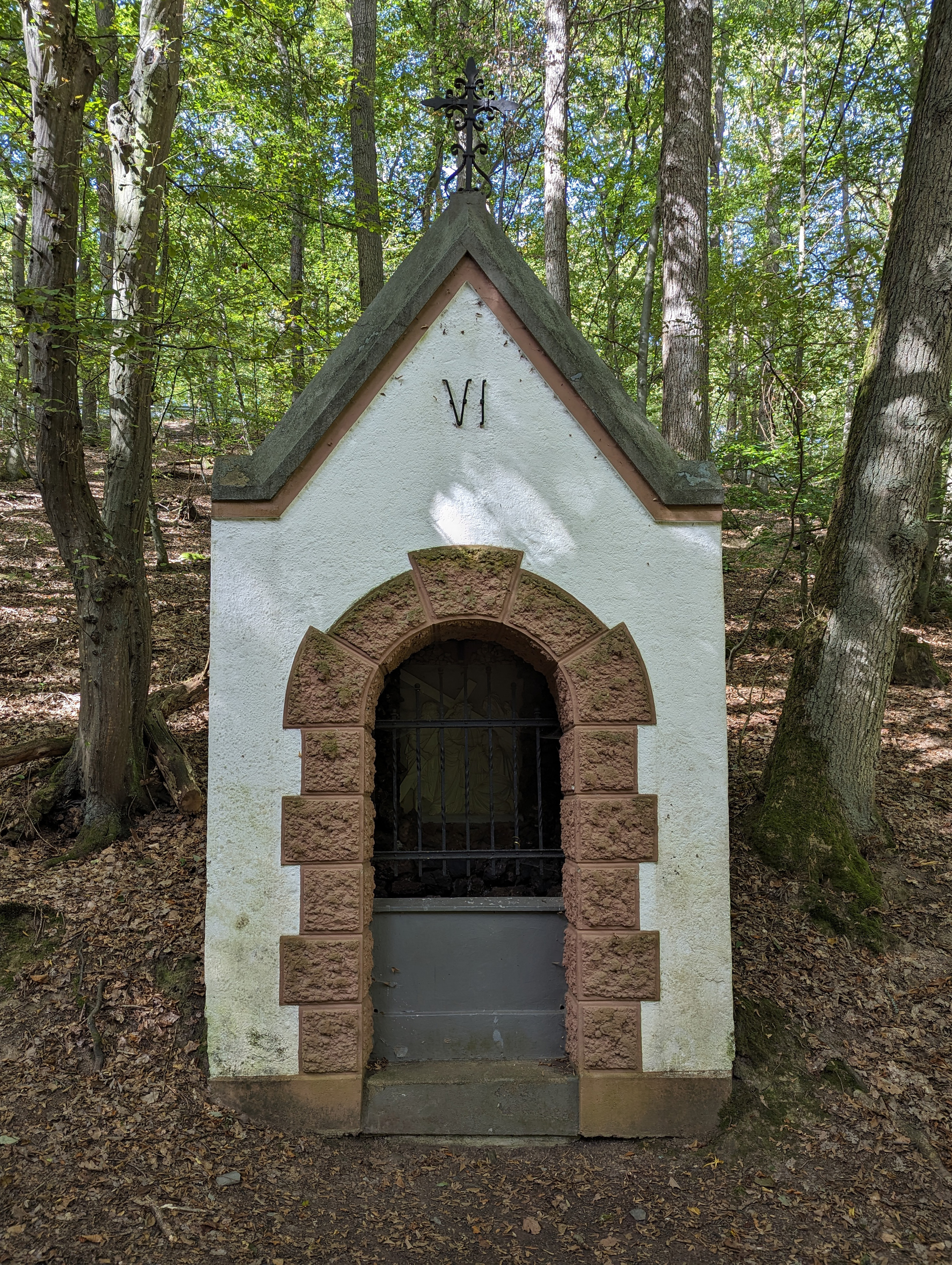
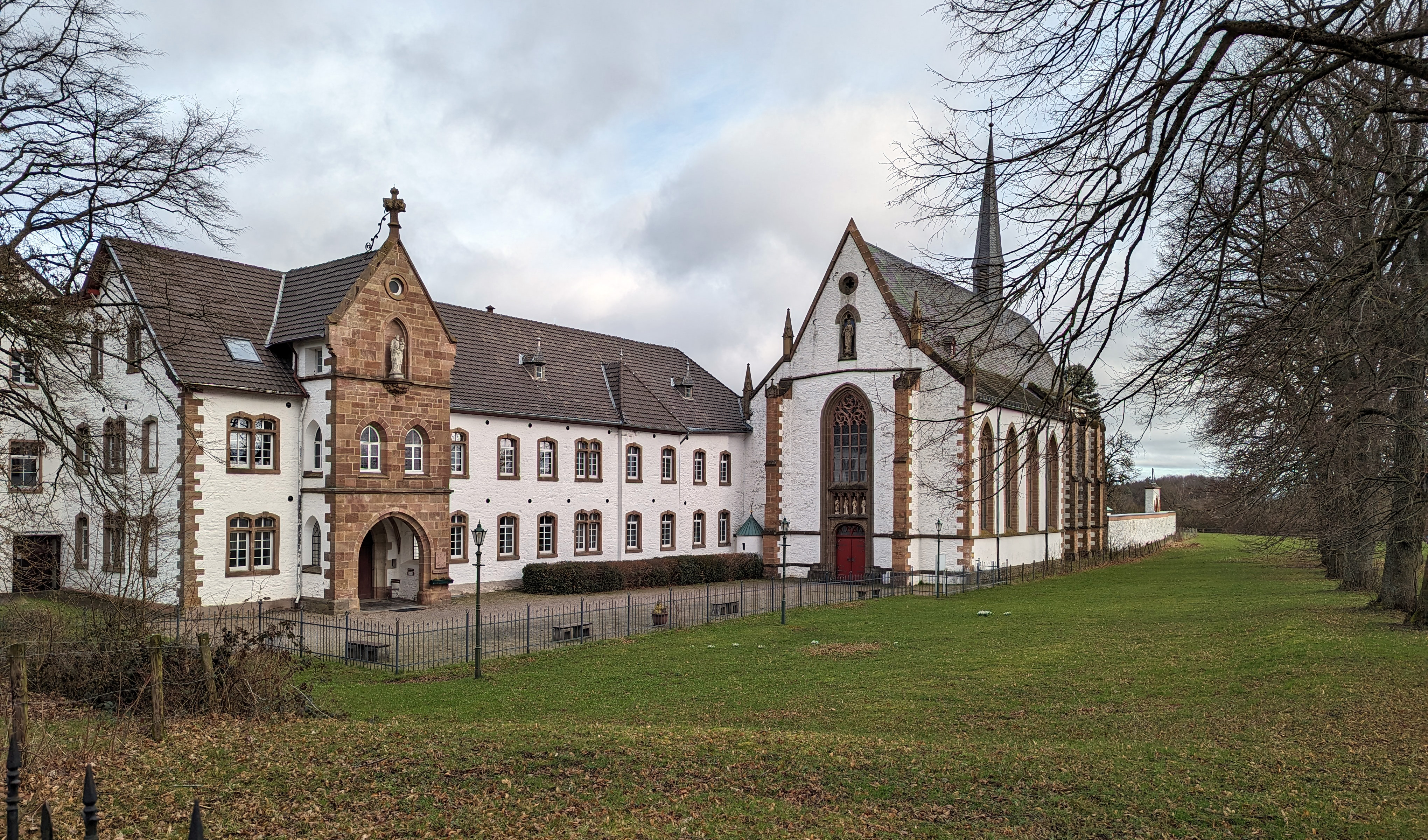